# Rhyparus desjardinsii
Rhyparus desjardinsii is een keversoort uit de familie bladsprietkevers (Scarabaeidae). De wetenschappelijke naam van de soort is voor het eerst geldig gepubliceerd in 1845 door Westwood.